# Fontana (Familienname)
Fontana ist ein ursprünglich ortsbezogener italienischer Familienname mit der Bedeutung „der (Spring)brunnen“.

## Namensträger

### A
- Adriano Fontana (* 1946), Schweizer Arzt und Immunologe
- Alex Fontana (* 1992), Schweizer Rennfahrer
- Andreas Fontana (* 1982), Schweizer Filmregisseur und Drehbuchautor
- Aniello Fontana (1947–2019), Schweizer Immobilienunternehmer und Fußballfunktionär
- Annemie Fontana (1925–2002), Schweizer Künstlerin
- Annibale Fontana (1540–1587), italienischer Bildhauer, Medailleur und Ziseleur des Manierismus
- Anthony Fontana (* 1999), US-amerikanischer Fußballspieler
- Antonio Fontana (1784–1865), Schweizer römisch-katholischer Geistlicher und Pädagoge
- Arianna Fontana (* 1990), italienische Shorttrackerin
- Attilio Fontana (* 1952), italienischer Politiker

### B
- Baldassare Fontana (1661–1733), schweizerischer Bildhauer, Stuckateur und Architekt
- Barbra Fontana (* 1965), US-amerikanische Beachvolleyballspielerin
- Benedikt Fontana (Vogt) (um 1450–1499), Schweizer Vogt und Freiheitsheld
- Benedikt Fontana (Mediziner) (1926–2021), Schweizer Psychiater
- Bill Fontana (* 1947), US-amerikanischer Künstler
- Bruno Fontana (* 1936), italienischer Schriftsteller und Drehbuchautor

### C
- Carl Fontana (1928–2003), US-amerikanischer Jazzposaunist
- Carlo Fontana (1638–1714), italienischer Architekt, Bildhauer und Ingenieur
- Carlo Fontana (Militär) (1906–1968), Schweizer Offizier
- Carlo d’Ottavio Fontana (1774–1832), Schweizer Geschäftsmann und Sammler
- Corsin Fontana (* 1944), Schweizer Künstler, Bereiche Objektkunst, Zeichnung, Holzschnitt, Malerei, Film, Aktionskunst, Installation

### D
- D. C. Fontana, siehe Dorothy Fontana
- D. J. Fontana (Dominic Joseph Fontana; 1931–2018), US-amerikanischer Schlagzeuger
- Daniel Fontana (* 1975), argentinisch-italienischer Triathlet
- Domenico Fontana (1543–1607), italienischer Architekt
- Donald Fontana (1931–2015), kanadischer Tennisspieler
- Dorothy Fontana (1939–2019), US-amerikanische Drehbuchautorin

### E
- Eszter Fontana (* 1948), ungarische Musikwissenschaftlerin

### F
- Fabrizio Fontana († 1695), italienischer Organist und Komponist
- Felice Fontana (1730–1805), italienischer Naturwissenschaftler
- Ferdinando Fontana (1850–1919), italienischer Dramatiker, Librettist, Lyriker und Übersetzer
- Fernando Dalla Fontana, argentinischer Tennisspieler
- Francesco Fontana (Astronom) (1580/1590–um 1656), italienischer Astronom
- Francesco Fontana (Architekt) (1668–1708), italienischer Architekt
- Francesco Fontana (Kardinal) (1750–1822), italienischer Kardinal
- Franco Fontana (* 1933), italienischer Fotograf

### G
- Gabriele Fontana (* 1957), österreichische Opernsängerin
- Gerardo Fontana (* 1953), italienischer Regisseur und Drehbuchautor
- Giacinto Fontana (1692–1739), italienischer Opernsänger (Sopran-Kastrat), siehe Farfallino
- Giacomo Fontana (Jakub Fontana, 1710–1773), polnischer Architekt
- Giacomo Giuseppe Fontana (1676–1739), polnischer Architekt, siehe Józef Fontana
- Gian Fontana (1897–1935), schweizerischer rätoromanischer Schriftsteller und Dichter
- Giorgio Fontana (* 1981), italienischer Schriftsteller
- Giovanni Fontana (1395–1455), italienischer Ingenieur, siehe Johannes de Fontana
- Giovanni Fontana (Architekt) (1540–1614), italienischer Architekt
- Giovanni Fontana (Dichter) (* 1946), italienischer Dichter und Künstler
- Giovanni Angelo Fontana (* 1944), italienischer Politiker
- Giovanni Battista Fontana (Maler) (um 1524–1587), italienischer Künstler
- Giovanni Battista Fontana (Komponist) (um 1571–1630), italienischer Komponist und Violinist
- Giuliano Fontana (* 1948), italienischer Radrennfahrer
- Giuseppe Fontana (Mediziner) (1729–1788), italienischer Mediziner
- Giuseppe Fontana (Zisterzienser) († 1826), italienischer Ordensgeistlicher
- Giuseppe Fontana (Fußballspieler) (* 1952), italienischer Fußballspieler
- Giuseppe Fontana (Wirtschaftswissenschaftler) (* 1968), italienischer Wirtschaftswissenschaftler
- Gregorio Fontana (Mathematiker) (1735–1803), italienischer Mathematiker
- Gregorio Fontana (Politiker) (* 1963), italienischer Politiker (PdL)

### I
- Isabeli Fontana (* 1983), brasilianisches Model
- Ivano Fontana (1926–1993), italienischer Boxer

### J
- Jean-Claude Fontana (1929–2020), Schweizer Fotograf
- Jimmy Fontana (1934–2013), italienischer Sänger, Komponist und Schauspieler
- José de Anchieta Fontana (1940–1980), brasilianischer Fußballspieler
- Josef Fontana (* 1937), italienischer Südtirolaktivist
- Josep Fontana i Lázaro (1931–2018), spanischer Historiker
- Józef Fontana (Giacomo Giuseppe Fontana; 1676–1739), italienisch-polnischer Architekt
- Juan López Fontana (1908–1984), uruguayischer Fußballtrainer, siehe Juan López (Fußballtrainer)
- Julian Fontana (1810–1869), polnischer Pianist und Komponist

### L
- Lavinia Fontana (1552–1614), italienische Malerin
- Lenny Fontana (* 1968), US-amerikanischer House-DJ
- Lito Fontana (* 1962), italienisch-argentinischer Posaunist
- Lorenzo Fontana (* 1980), italienischer Politiker
- Lorenzo Fontana (Ruderer) (* 1996), italienischer Ruderer
- Lucio Fontana (1899–1968), italienischer Maler und Bildhauer
- Ludwig Fontana (1824–1894), russischer Architekt
- Luigi Fontana (1812–1877), Schweizer Architekt
- Luis Jorge Fontana (1846–1920), argentinischer Naturforscher, Militär und Stadtgründer

### M
- Magalí Fontana (* 1979), argentinische Tangosängerin
- Marco Aurelio Fontana (* 1984), italienischer Cyclocrossfahrer
- Marino Fontana (1936–2013), italienischer Radrennfahrer
- Micol Fontana († 2015), italienische Modedesignerin

### N
- Norberto Fontana (* 1975), argentinischer Formel-1-Rennfahrer

### O
- Oskar Maurus Fontana (1889–1969), österreichischer Schriftsteller

### P
- Paolo Fontana (1696–1765), italienisch-ukrainischer Architekt
- Prospero Fontana (1512–1597), italienischer Maler

### R
- Riccardo Fontana (* 1947), italienischer Geistlicher, Erzbischof von Arezzo-Cortona-Sansepolcro
- Rod Fontana (* 1952), US-amerikanischer Pornodarsteller und Regisseur

### S
- Silvia Fontana (* 1976), italienische Eiskunstläuferin
- Sina Fontana (* 1986), deutsche Rechtswissenschaftlerin und Hochschullehrerin
- Summer Fontana (* 2008), US-amerikanische Schauspielerin
- Susana Fontana (1937–2010), argentinische Journalistin

### T
- Théodore Fontana (1850–1907), Schweizer Jurist und Politiker
- Trude Fontana (1910–1998), österreichische Schriftstellerin

### U
- Ugo Fontana (Fussballspieler) (Hugo Fontana; 1898–nach 1922), Schweizer Fußballspieler
- Ugo Fontana (Illustrator) (1921–1985), italienischer Kinderbuchillustrator

### V
- Victor Fontana (1948–1989), rumänischer Biathlet
- Vincenzo Fontana (* 1952), italienischer Politiker (PdL)
- Vittoria Fontana (* 2000), italienische Sprinterin